# Abdollah Javadi-Amoli
Pour les articles homonymes, voir Amoli.
Œuvres principales
Tafsir Tasnim et Mafatih al-hayat
Abdollah Javadi-Amoli (persan : عبدالله جوادی آملی, né en 1933 à Amol) est un Marja Iranien chiite duodécimain possédant le titre d’ayatollah. Il est un homme politique conservateur iranien et l'un des savants islamiques éminents de la Hawza de Qom.

## Biographie
Abdollah Javadi-Amoli, né en 1933 à Amol, dans le nord de l'Iran, étudie l'islam à Amol, Téhéran et Qom.
Il a été le chef de la mission de l'ayatollah Khomeini auprès de Mikhaïl Gorbatchev, dirigeant de l'URSS en janvier 1988,.
Il a annoncé sa démission du poste d'imam de Qom le 27 novembre 2009, prétendant qu'il n'avait pas assez d'influence sur son audience. Il avait déjà protesté contre les approches contraires à l'éthique des campagnes électorales de son pays. Toutefois, lors de son discours d'adieu, Amoli a clairement indiqué que sa démission n'était pas due à des différences avec le gouvernement de Mahmoud Ahmadinejad, mais pour des raisons de santé. Il continue d'assister à la prière du vendredi de la congrégation dans la ville de Qom, même après avoir démissionné du poste d'imam.